# Мун Деоксу
Мун Деоксу (кор. 문덕수, 1928—2020) — корейский поэт из Южной Кореи. Лауреат Премии современной литературы (1974).

## Биография
Мун Деоксу родился 8 декабря 1928 года в уезде Хаман. Окончил Университет Хонгик в Сеуле, в Университете Корё защитил звание доктора философии в области литературы. Далее работал в ряде издательств, позднее на должности декана педагогического колледжа при Университете Хонгик. Литературный дебют как поэта состоялся в 1955 году.
В обзоре Корейского института литературных переводов (LTI Korea) выделяется три следующих друг за другом по времени периода творчества Деоксу:
- Первый период (сборники «Восторженность» и «Строка и размер») обращён к природе человеческого разума и процессам творчества.
- Второй период (сборники «Море на заре», «Бесконечное поле цветов», «Только мы, выжившие, приветствуем июнь») посвящён острой критике современной цивилизации, поощряющей отсутствие морали, конформизм, упрощение и стандартизацию всего вокруг.
- Третий период, начинающийся со сборника «Наводя мосты», продолжает тему второго периода, но добавляет в стиль смешение традиционных и экспериментальных способов стихосложения.

## Сборники стихотворений
- Восторженность
- Строка и размер
- Море на заре
- Бесконечное поле цветов
- Только мы, выжившие, приветствуем июнь
- Наводя мосты
- Уменьшая мало-помалу
- Дымка твоих слов
- Аллегро для встречи